# Nepasický dub
Nepasický dub byl zaniklý strom neznámého stáří a původu, který byl roku 1904 vyzvednut z koryta řeky Orlice.
V Nepasicích na Královéhradecku byla známá pověst o staletém dubu, který leží na dně řeky Orlice. Teprve za extrémně suchého léta roku 1904 klesla hladina Orlice natolik, že bájný strom odhalila. Zcela zčernalý kmen dosahoval průměrného obvodu 314 centimetrů (průměr na silnějším konci odpovídal 120 centimetrům, tedy asi 380 centimetrům obvodu, na tenčím konci dosahoval průměr 80 centimetrů) a délky 18 metrů. Celá vesnice pracovala 14 dní na vyzvednutí kmene z koryta řeky. Následně byl prodán firmě Adolf Novotný, výrobci nábytku v Týništi nad Orlicí. Během zpracování kmene byla v jeho nitru objevena pečlivě vytesaná kaplička se staročeským pravoslavným křížem.